# Лилина, Мария Петровна
Мари́я Петро́вна Ли́лина (псевдоним, урождённая Перевощикова; по мужу — Алексе́ева; 21 июня (3 июля) 1866, Москва — 24 августа 1943, там же) — российская и советская театральная актриса, актриса МХТ. Народная артистка РСФСР (16.01.1933). Жена К. С. Станиславского. Внучка Дмитрия Матвеевича Перевощикова.

## Биография
Родилась в семье почтенного нотариуса Петра Дмитриевича Перевощикова, сына Дмитрия Матвеевича Перевощикова, ректора Московского университета, академика Петербургской академии наук (1855), мать, Ольга Тимофеевна, происходила из династии прославленных ювелиров Сазиковых.
Рано осиротела и воспитывалась в Екатерининском институте, окончила с большой золотой медалью. Осталась в том же институте классной дамой.
Нарушая правила Екатерининского института, тайно начала пробовать себя на сцене, в любительских спектаклях. Тут-то и возник псевдоним «Лилина», предложенный режиссёром Александром Саниным. Участвовала в спектаклях «Общества искусства и литературы», где играла роли:
- «Баловень» В. А. Крылова— Таня
- «Жорж Данден» Мольера — Клодина
- «Коварство и любовь» Ф. Шиллера — Луиза
- «Плоды просвещения» Л. Н. Толстого — Таня.

В 1889 году Мария Лилина вышла замуж за Константина Сергеевича Станиславского; в 1898 году вошла в труппу созданного им Художественного театра, став одной из ведущих актрис МХТ.
А. П. Чехов высоко ценил талант Лилиной, сыгравшей Машу в его «Чайке», Соню в «Дяде Ване», Наташу в «Трёх сестрах» и Аню в «Вишневом саде». «Разносы» Лилиной своего творчества очень ценил В. И. Качалов.
В последний раз М. П. Лилина вышла на сцену МХАТа 11 октября 1941 года в спектакле «Анна Каренина» по роману Л. Н. Толстого.
После смерти Станиславского руководила основанной им Оперно-драматической студией.
В годы Великой Отечественной войны за тяжело больной Марией Петровной ухаживала актриса Лидия Коренева — единственная из актёров МХАТ, которая осталась в эвакуированной Москве.

## Семья
Вскоре после свадьбы у Марии Петровны и Константина Сергеевича родилась дочь Ксения, которая не прожив и двух месяцев умерла от пневмонии. Спустя год родилась дочь Кира (1891—1977), а в 1894 году родился сын Игорь.

## Роли в Художественном театре
- 1898 — «Чайка» А. П. Чехова — Маша
- 1899 — «Гедда Габлер» Х. Ибсена — Тея Эльфштедт
- 1900 — «Снегурочка» А. Н. Островского — Снегурочка
- 1900 — «Дядя Ваня» А. П. Чехова — Соня
- 1901 — «Три сестры» А. П. Чехова — Наташа
- 1901 — «Микаэль Крамер» Г. Гауптмана — Лиза Бенш
- 1903 — «Столпы общества» Х. Ибсена — Бетти
- 1904 — «Вишневый сад» А. П. Чехова — Аня
- 1905 — «Блудный сын» С. А. Найденова — Надежда Михайловна
- 1906 — «Горе от ума» А. С. Грибоедова — Лиза
- 1907 — «Драма жизни» К. Гамсуна — госпожа Карено
- 1907 — «Жизнь Человека» Л. Н. Андреева — гостья
- 1907 — «Стены» С. А. Найденова — Матрёна
- 1909 — «У царских врат» К. Гамсуна — Элина
- 1911 — «Вишневый сад» А. П. Чехова — Варя
- 1911 — «Живой труп» Л. Н. Толстого — Анна Дмитриевна Каренина
- 1912 — «Провинциалка» И. С. Тургенева — Дарья Ивановна
- 1912 — «Где тонко, там и рвется» И. С. Тургенева — Вера Николаевна
- 1913 — «Николай Ставрогин» по роману «Бесы» Ф. М. Достоевского — хромоножка
- 1913 — «Мнимый больной» Ж.-Б. Мольера — Туанетта
- 1921 — «Ревизор» Н. В. Гоголя — Анна Андреевна
- 1924 — «На всякого мудреца довольно простоты» А. Н. Островского — Турусина
- 1925 — «Горе от ума» А. С. Грибоедова — Хлёстова
- 1927 — «Бронепоезд 14-69» Вс. В. Иванова — Надежда Львовна
- 1928 — «Растратчики» В. П. Катаева — Янина
- 1931/32 — «Дядюшкин сон» по Ф. М. Достоевскому — Карпухина
- 1934/1935 — «Вишневый сад» А. П. Чехова — старая горничная
- 1937 — «Анна Каренина» по Л. Н. Толстому — графиня Вронская

### Вводилась в спектакли
- «Горе от ума» — графиня-внучка
- «Три сестры» — Ольга

## Награды
- народная артистка РСФСР (16.01.1933)
- Заслуженный артист государственных академических театров (26.10.1923)[9][10]
- орден Ленина (26.10.1938) — в связи с 40-летием МХАТ СССР им. М. Горького
- орден Трудового Красного Знамени (03.05.1937) — за выдающиеся заслуги в деле развития русского театрального искусства